# Myotis annatessae
Myotis annatessae (Kruskop & Borisenko, 2013) è un pipistrello della famiglia dei Vespertilionidi diffuso in Indocina.

## Descrizione

### Dimensioni
Pipistrello di piccole dimensioni, con la lunghezza della testa e del corpo di 38 mm, la lunghezza dell'avambraccio tra 32,6 e 35,3 mm, la lunghezza della coda di 37 mm, la lunghezza del piede di 6,2 mm, la lunghezza delle orecchie di 13,2 mm e un peso fino a 4,3 g.

### Aspetto
La pelliccia è corta e poco densa. Le parti dorsali sono bruno-grigiastre, mentre le parti ventrali sono più chiare. La base dei peli è ovunque nerastra. Il muso è cosparso di peli. Le orecchie sono lunghe, strette, con l'estremità smussata e un incavo superficiale a metà del bordo posteriore. Il trago è corto e smussato. Le ali sono attaccate posteriormente alla base delle dita dei piedi, i quali sono piccoli. La coda è lunga ed inclusa completamente nell'ampio uropatagio. Il calcar è lungo e con un lobo terminale poco sviluppato.

## Biologia

### Alimentazione
Si nutre di insetti.

## Distribuzione e habitat
Questa specie è conosciuta nella provincia vietnamita centro-settentrionale di Ha Tinh e nel Laos centrale. Esemplari molto simili esternamente ma geneticamente differenti sono stati catturati nella provincia centrale vietnamita di Quang Nam e nella provincia cinese di Guizhou.
Vive lungo i fiumi montani tra 200 e 1.300 metri di altitudine.

## Conservazione
Questa specie, essendo stata scoperta solo recentemente, non è stata sottoposta ancora a nessun criterio di conservazione.